# Han Sang-woon
Han Sang-woon est un footballeur sud-coréen né le 30 mai 1986 à Taebaek. Il est attaquant.

## Biographie
Han Sang-woon commence sa carrière au Busan I'Park. Il joue dans ce club de 2009 à 2011, atteignant la finale de la Coupe de Corée du Sud en 2010.
En début d'année 2012, Han Sang-woon est transféré au Seongnam Ilhwa Chunma. C'est avec cette équipe qu'il dispute ses premiers matchs en Ligue des champions de l'AFC.
En juillet 2012, il quitte son pays natal et s'expatrie au Japon, en s'engageant avec le Júbilo Iwata. Mais ne s'imposant pas avec ce club, il retourne en Corée dès le mois de janvier, signant un contrat en faveur du Ulsan Hyundai.
Han Sang-woon est international sud-coréen. Il joue son premier match en équipe de Corée du Sud le 25 février 2012, à l'occasion d'une rencontre amicale face à l'Ouzbékistan.

## Palmarès
- Finaliste de la Coupe de Corée du Sud en 2010 avec le Busan I'Park